# Zymographie

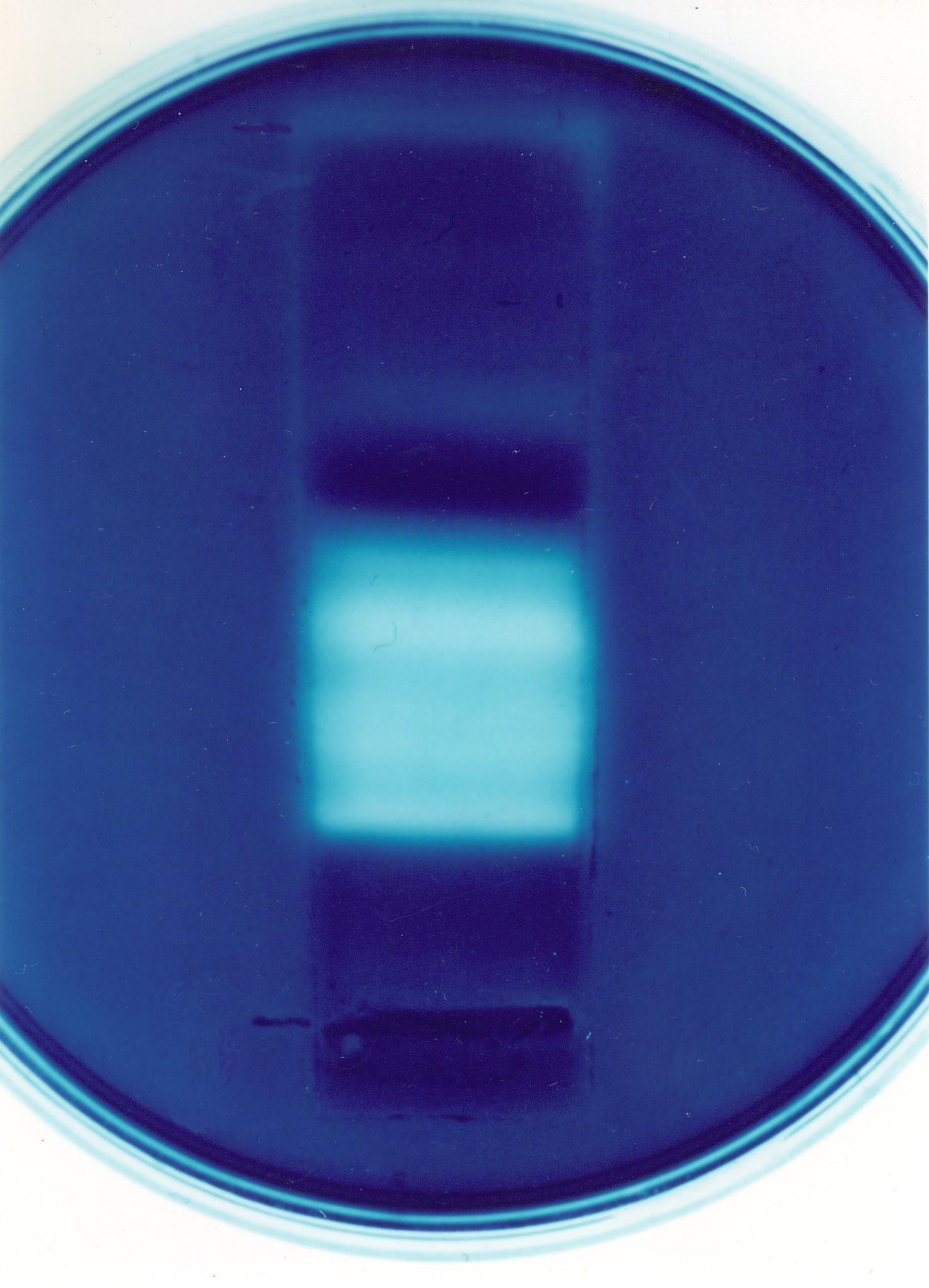
Plasmodium knowlesi hemoglobinase imprint.

Die Zymographie ist ein auf der SDS-PAGE basierendes Verfahren, bei dem ein Substrat für ein zu untersuchendes Enzym oder Proteingemisch ins Gel gegeben wurde.

## Prinzip
Durch das Hinzugeben eines Substrats in die Gelmischung kann nach einer elektrophoretischen Auftrennung die Aktivität eines Enzyms nachgewiesen werden. So wird z. B. beim Nachweis einer Amylase Stärke hinzugefügt, während bei Proteasen Casein oder Gelatine verwendet wird. Im Gegensatz zur SDS-PAGE werden die Proteine im SDS-Probenpuffer nicht aufgekocht, sodass keine Denaturierung stattfindet, je nach Enzym werden auch die Reduktionsmittel weggelassen. Nach der Elektrophorese wird das SDS mit einer Triton X-100-Lösung extrahiert und gleichzeitig das Tensid ausgetauscht. Im Anschluss an die SDS-Extraktion wird das Gel in einen für das Enzym geeigneten Puffer eingelegt, wodurch sich meistens die enzymatische Aktivität erhöht. Nach einer Einwirkzeit wird das Substrat oder das Produkt mit geeigneten Nachweisverfahren angefärbt, z. B. Lugol'sche Lösung bei Stärke oder bei Proteinen die Coomassie-, Amidoschwarz-, Ponceau S- oder Silberfärbung. Bei posttranslationalen Modifikationen können die Veränderungen durch eine Immunfärbung mit entsprechend spezifischen Antikörpern angefärbt werden. Nach der Zymographie zeigt sich im gefärbten Gel der Abbau des Substrats bzw. die Erzeugung des Produkts, was als Anti-Zymogramm bzw. als Zymogramm bezeichnet wird.